# Enteromius ablabes
Enteromius ablabes (Барбус африканський) — вид променеперих риб із роду Enteromius. Трапляється в Західній Африці від Сахеля до узбережжя між Гвінеєю та Нігерією, на південь до центрального басейну Конго.